# Projekt Prometheus
Projekt Prometheus bio je NASA-in program za upotrebu nuklearne energije za međuplanetarna svemirska putovanja koji se provodio od 2002. do 2005. godine. Ciljevi projekta bili su daljnji razvoj postojećih radioizotopnih generatora (RTG) i razvoj nuklearnog reaktora za upotrebu u međuplanetarnim svemirskim sondama. S tim je bilo povezano istraživanje poboljšanih tehnologija za pretvorbu energije. Treće područje ovog programa bilo je korištenje nuklearne energije u električnim pogonima. NASA je surađivala s Ministarstvom energetike SAD-a na nuklearnim dijelovima programa, prvenstveno s Uredom za pomorske reaktore.

## Ciljevi
U sklopu programa trebalo je razviti učinkovitije radionuklidne baterije (RTG) s izlazom od približno 120 W električne energije koje se mogu bolje prilagoditi različitim zahtjevima misije.  Na početku projekta 2003. godine planirana je i kupnja do 30 kg plutonija-238 iz Rusije za potrebe američkog Ministarstva energetike, koje bi istovremeno trebalo ispitati mogućnosti proizvodnje plutonija-238 unutar SAD-a. Prema tim planovima, novi RTG-ovi bi trebali biti gotovi do 2008. godine. Misije Mars Science Laboratory, Mars Scout 2 ili New Frontiers tako bi se smatrale prvim misijama.
Specifikacije za planirani nuklearni reaktor kretale su se od nekoliko desetaka kW do nekoliko stotina kW električne snage. Braytonovi pretvarači, Rankineovi pretvarači i termoelektrični procesi trebali su se koristiti kao tehnologije pretvorbe energije. Dio projekta Prometheus bio je i razvoj električnih pogona, koji bi trebali imati snagu od 20-50 kW i do 250 kW. Bettis Atomic Power Laboratory trebao je razviti prvi nuklearni reaktor, koji je bio namijenjen misiji JIMO (Prometheus 1), koja je ipak otkazana u jesen 2005. godine.
Sredinom 2005. objavljeno je da Busheva administracija namjerava nastaviti proizvodnju plutonija-238. "Pravi razlog zašto pokrećemo proizvodnju je nacionalna sigurnost", citiran je Timothy A. Frazier iz američkog ministarstva energetike. Plutonij-238 koristi se kao gorivo u baterijama za svemirske sustave.
Pripreme za proizvodnju plutonija-238 započele su 2013. u Oak Ridge National Laboratory (ORNL). Godine 2015. ORNL je izvijestio o uspješnoj proizvodnji 50 grama plutonija-238.  Ovaj uzorak služio je za demonstraciju i testiranje procesa proizvodnje. Nakon analize ovog uzorka u Nacionalnom laboratoriju Los Alamos, materijal je odobren za svemirske misije.  U početku bi se moglo proizvoditi 300 do 400 grama plutonija-238 godišnje. Procesima proširenja i automatizacije proizvodnja bi se mogla povećati na 1,5 kg godišnje. 

## Vanjske poveznice
- Prometheus Nuklearni sustavi i tehnologija  Arhivirana inačica izvorne stranice od 14. studenoga 2006. (Wayback Machine)
- Članak na raumfahrer.net
- Telepolisov članak: Novi, snažniji ionski pogon.  Arhivirana inačica izvorne stranice od 7. kolovoza 2022. (Wayback Machine) [neaktivna poveznica]